# Єврейська вулиця (Одеса)
Єврейська вулиця — одна із вулиць Одеси, розташована в історичному центрі. Бере початок від Канатної вулиці і закінчується Преображенською вулицею.
Свою назву вулиця дістала 19 січня 1820 року і названа була в честь синагоги, яка існувала на місці сучасної Головної синагоги. За деякими даними перша синагога була зведена ще у 1795 році. Однак офіційно відомо, що до 1835 року існував лише молебний дім Похоронного братства, розташований на місці двору сучасної Синагоги Ор Самеах.

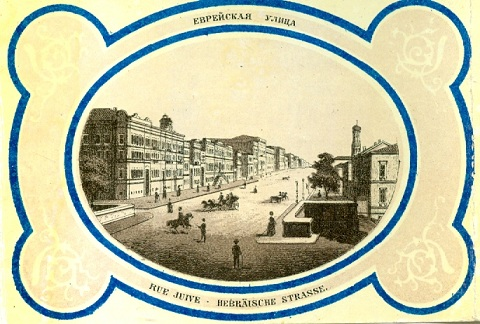
Міст Сікарда на старій листівці

Скоріш за все первинною назвою була Жидівська. Саме під такою назвою вона згадується у рапорті капітана Морозова «О починке бывшего деревянного моста, лежавшего чрез Карантинную балку на Жидовской ул. в 1823 г.». У своєму рапорті на ім'я градоначальника Графа Гурьєва повідомлено про будівництво так званого Мосту Сікарда через Карантинну балку: «…строится мост на Жидовской ул. на месте прежде бывшего деревянного моста…». У 1824 в документах щодо будівництва цього мосту вже вказується варіант «Єврейська».
У 1908 році вулиця змінила свою назву на Скобелєвська, а вже у 1909 році — Скобелєва, в честь учасника Російсько-турецької війни генерал-ад'ютанта Михайла Дмитровича Скобелєва.
Із приходом до влади комуністів, у 1920 році вулиця змінила свою назву на честь німецького соціал-демократа Бебеля, який не мав до Одеси жодного відношення. Під час німецько-румунської окупації міста вулиця дістала назву Муссоліні. Після звільнення міста (1944 рік) вулиця дістала нову назву, в честь радянського розвідника Бадаєва, однак, вже у 1947 році вулиці повернено до-воєнну назву Бебеля, а в честь Бадаєва названа вулиця на Слобідці.
У 1994 році вулиці повернено історичну назву — Єврейська.

## Галерея

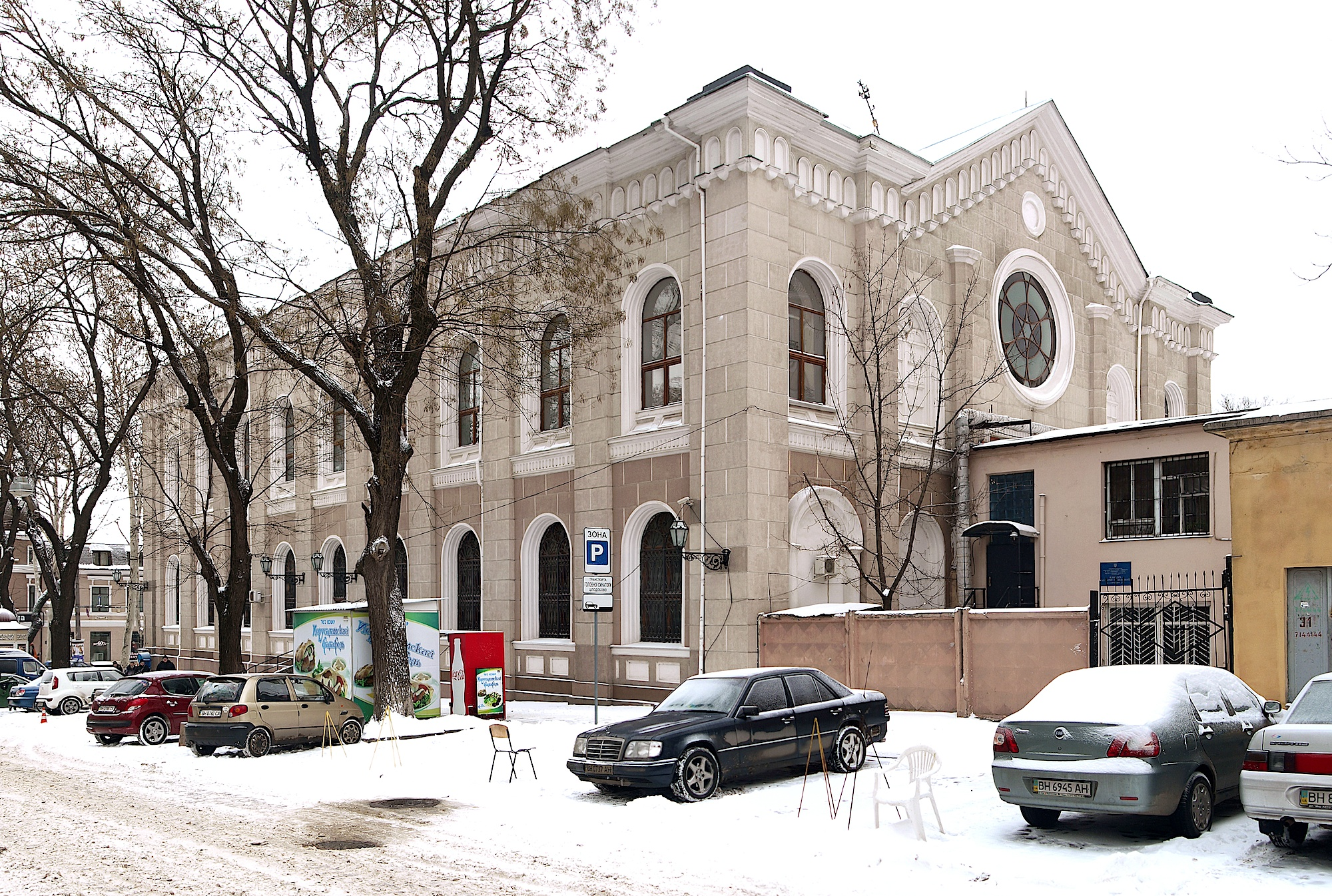
Синагога Ор Самеах
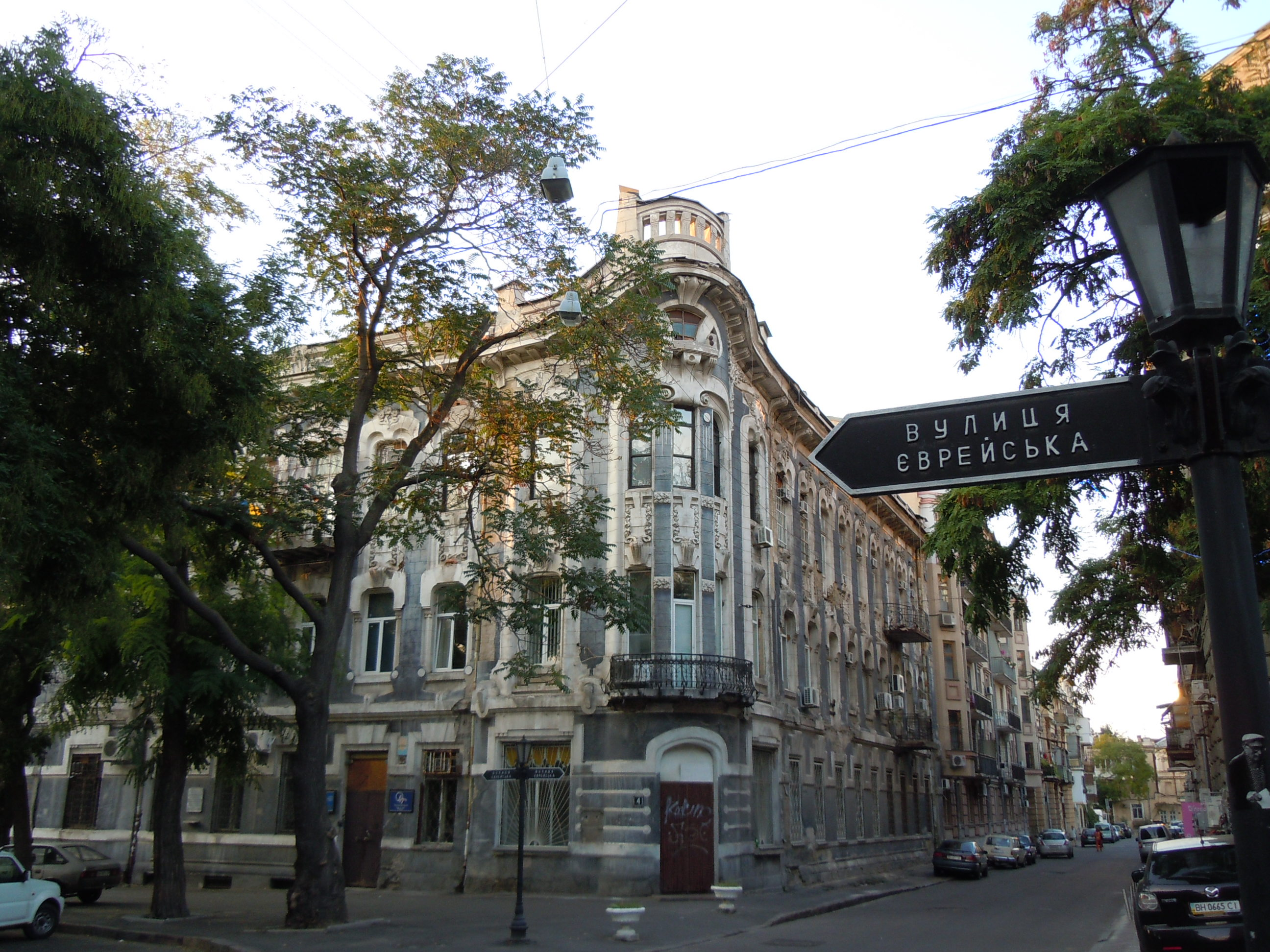
Будинок прибутковий Топуза
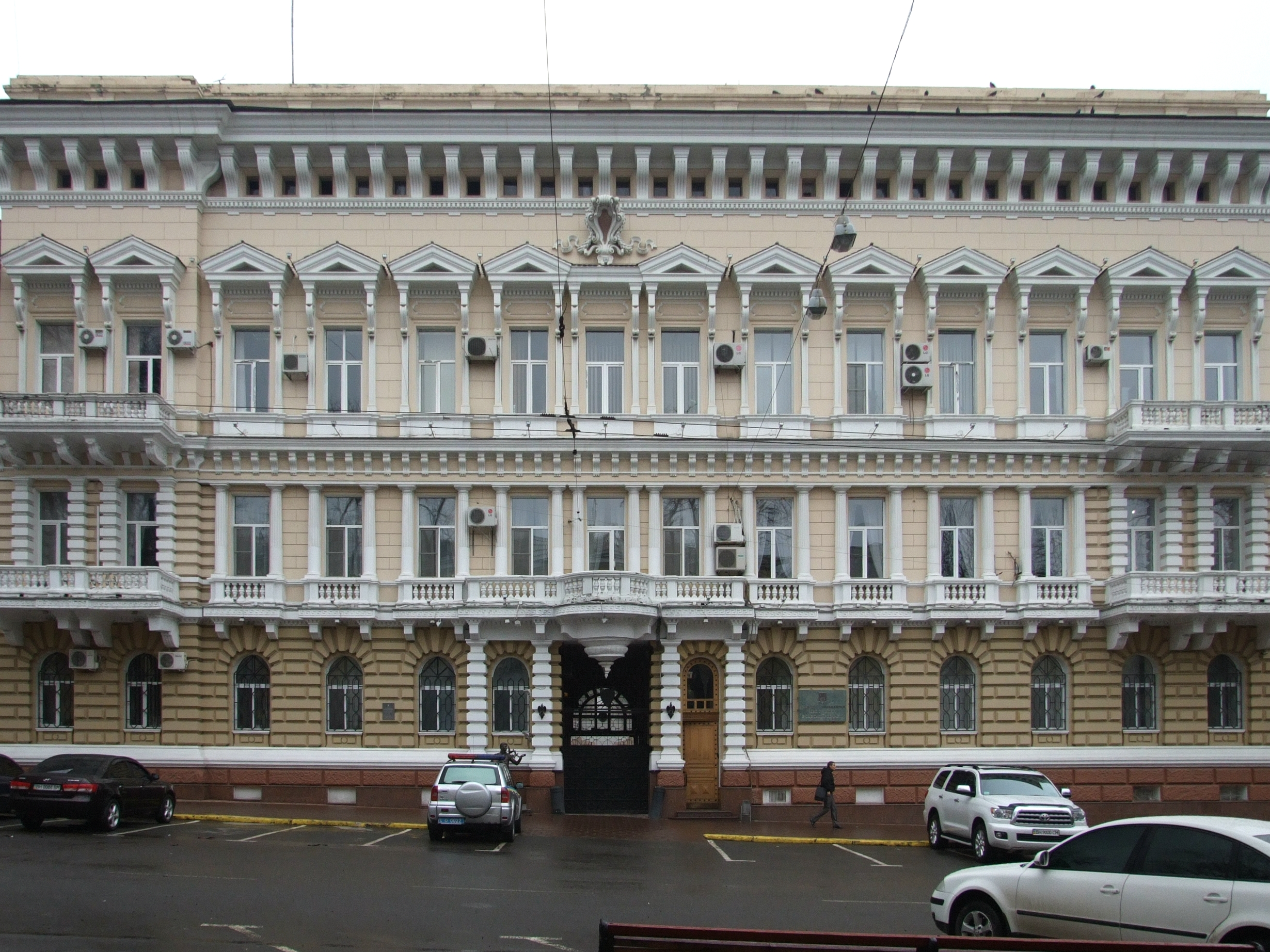
Будинок прибутковий Ксида
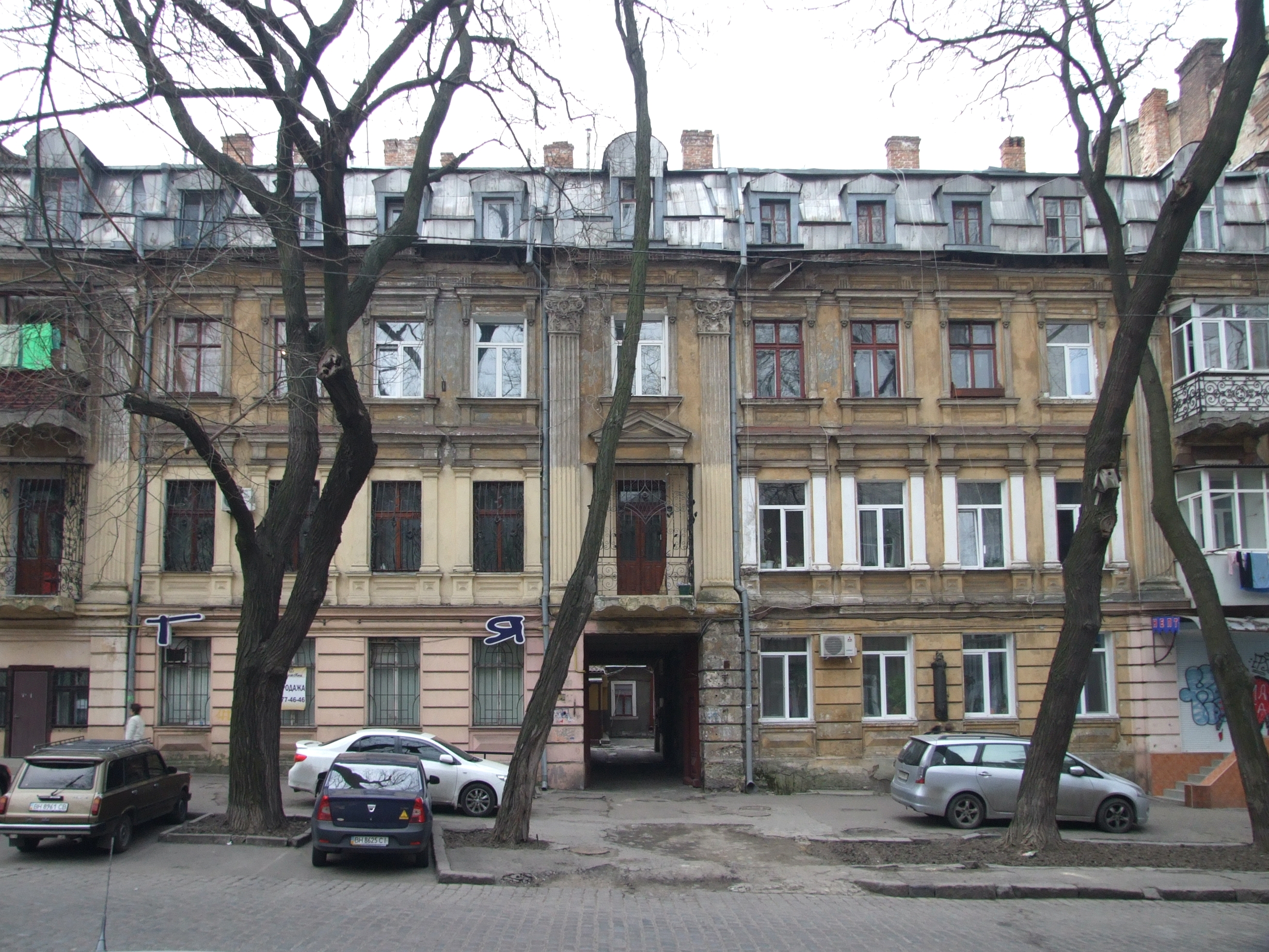
Будинок прибутковий Докса
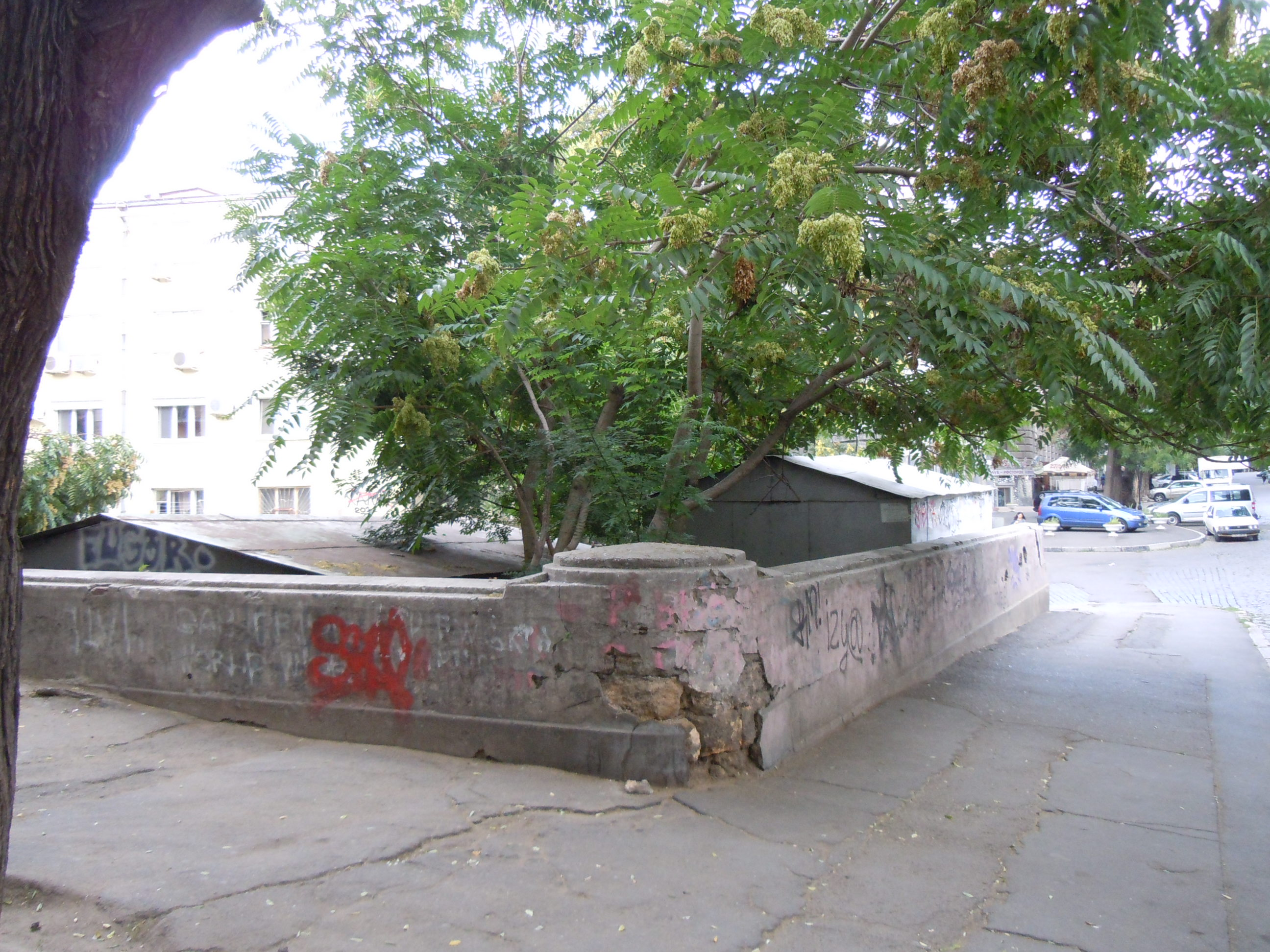
Залишки Мосту Сікарда
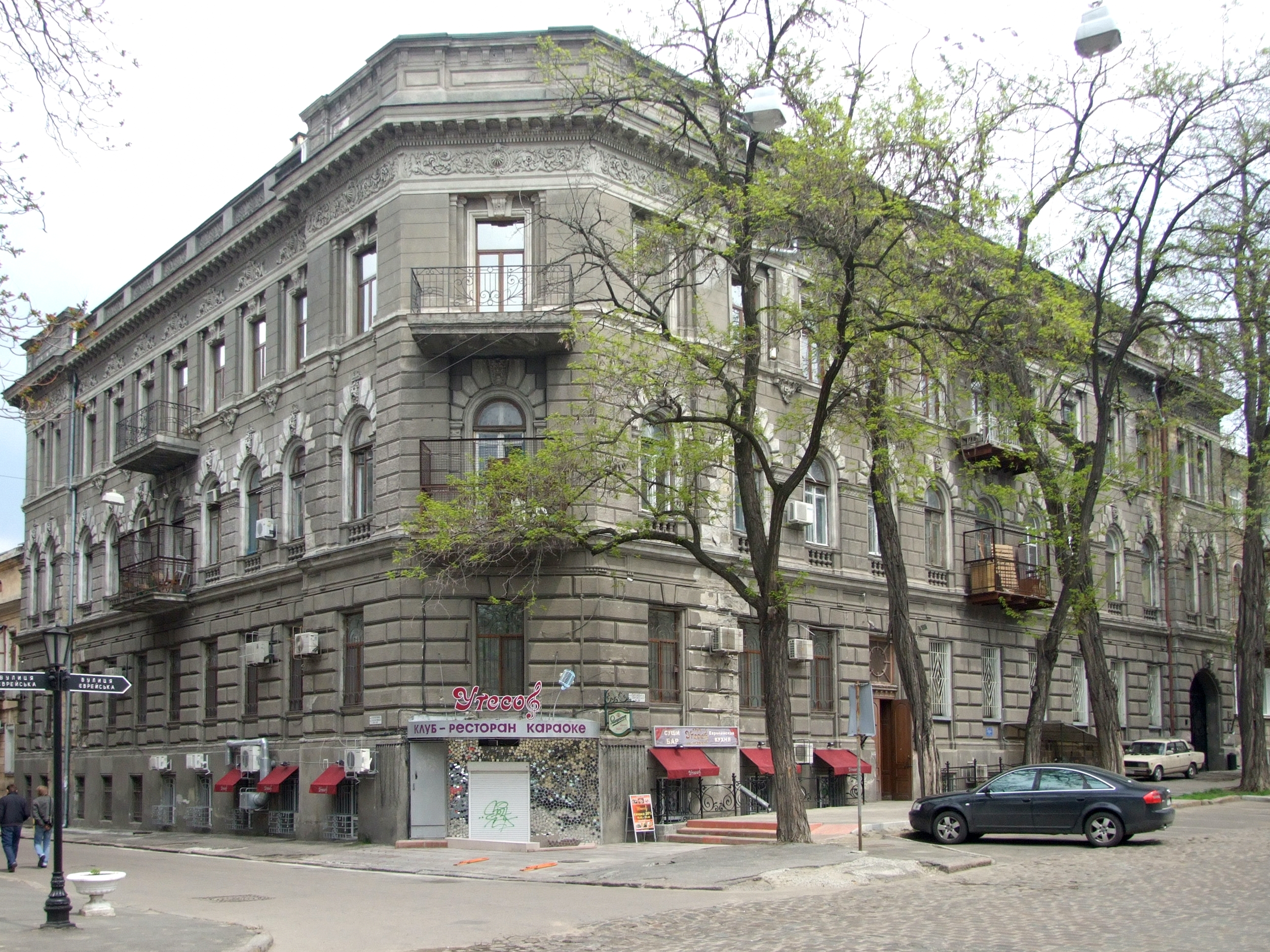
Будинок Анатра
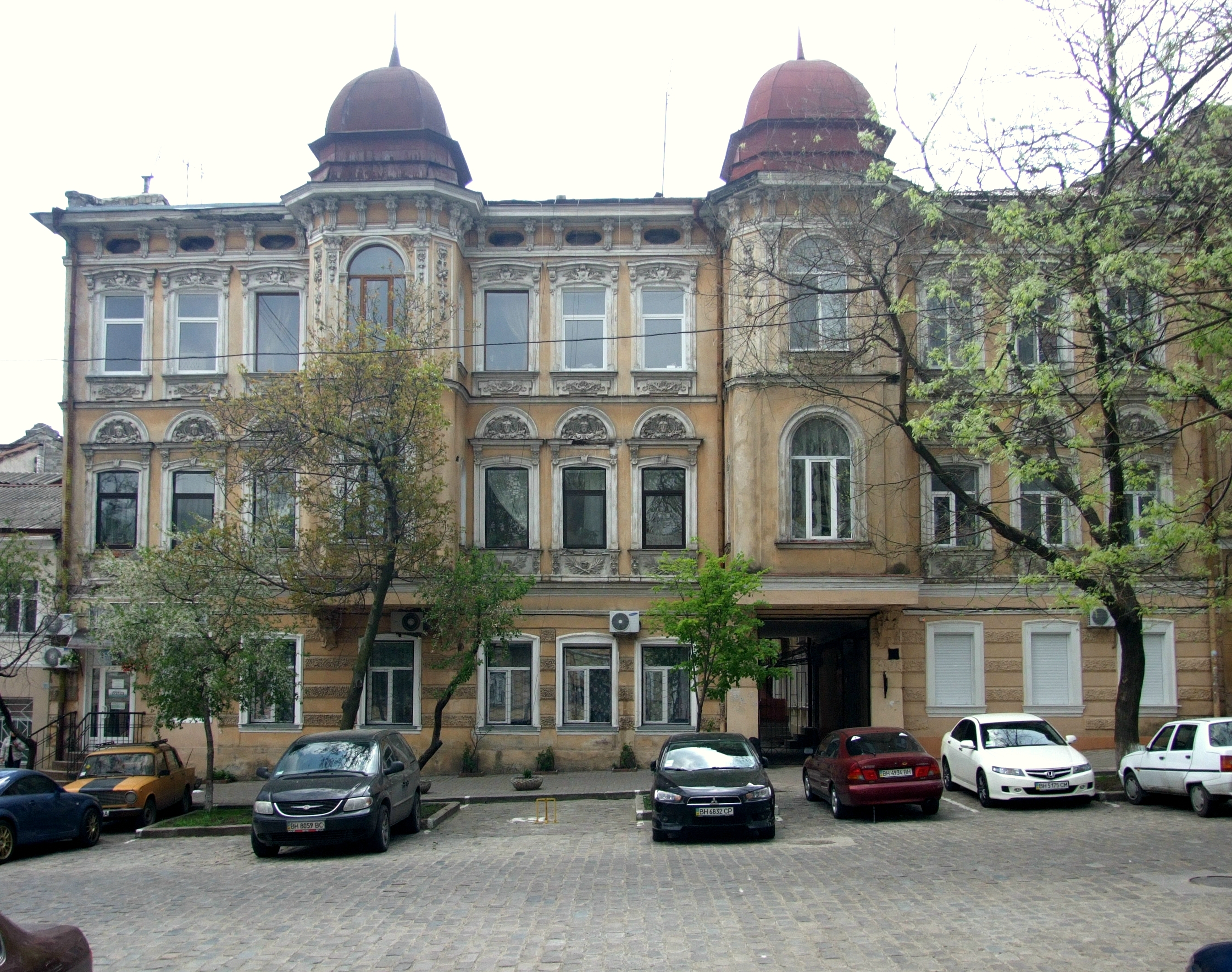
Будинок прибутковий Мельникова
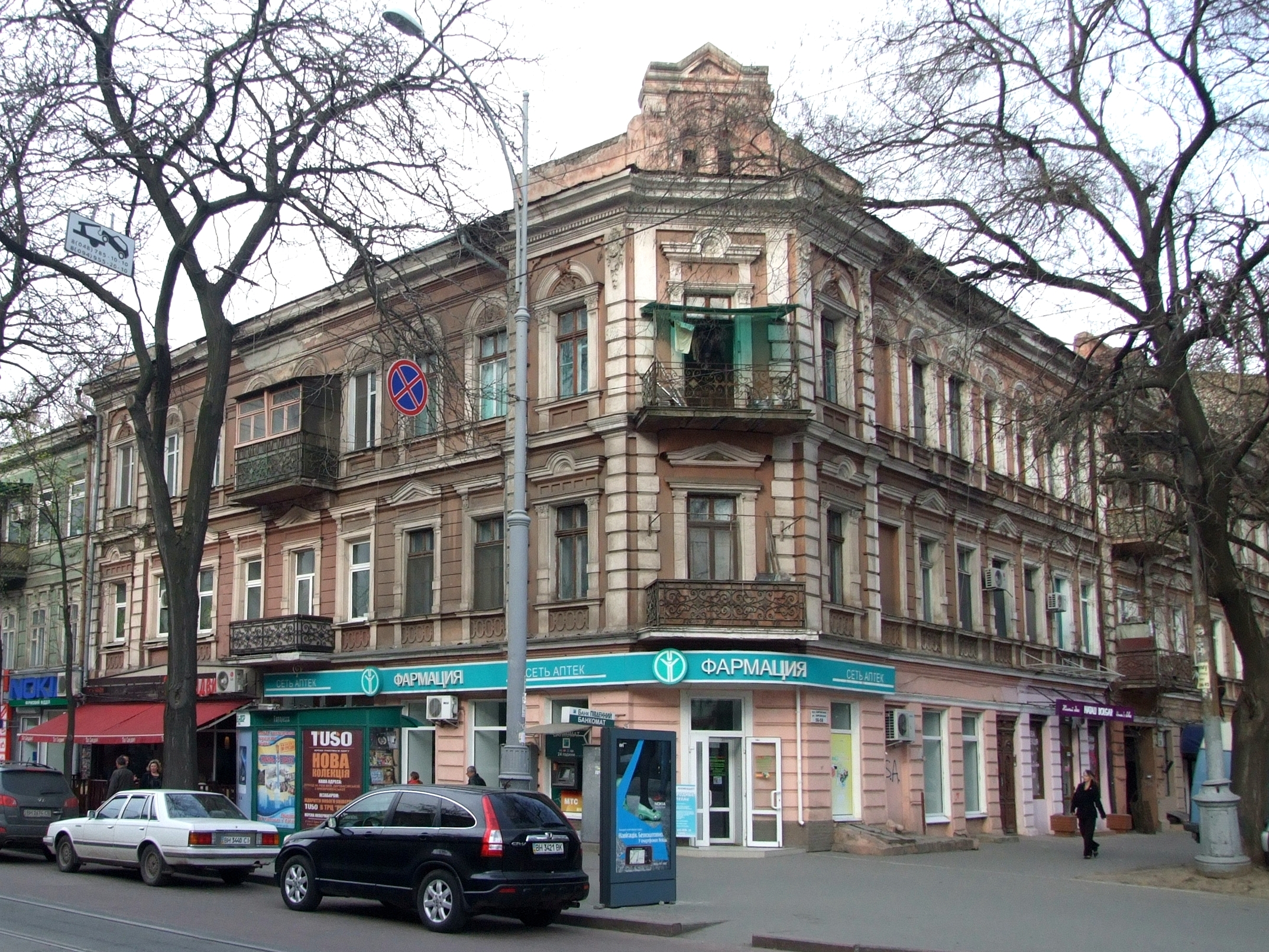
Будинок прибутковий Біліфштейна
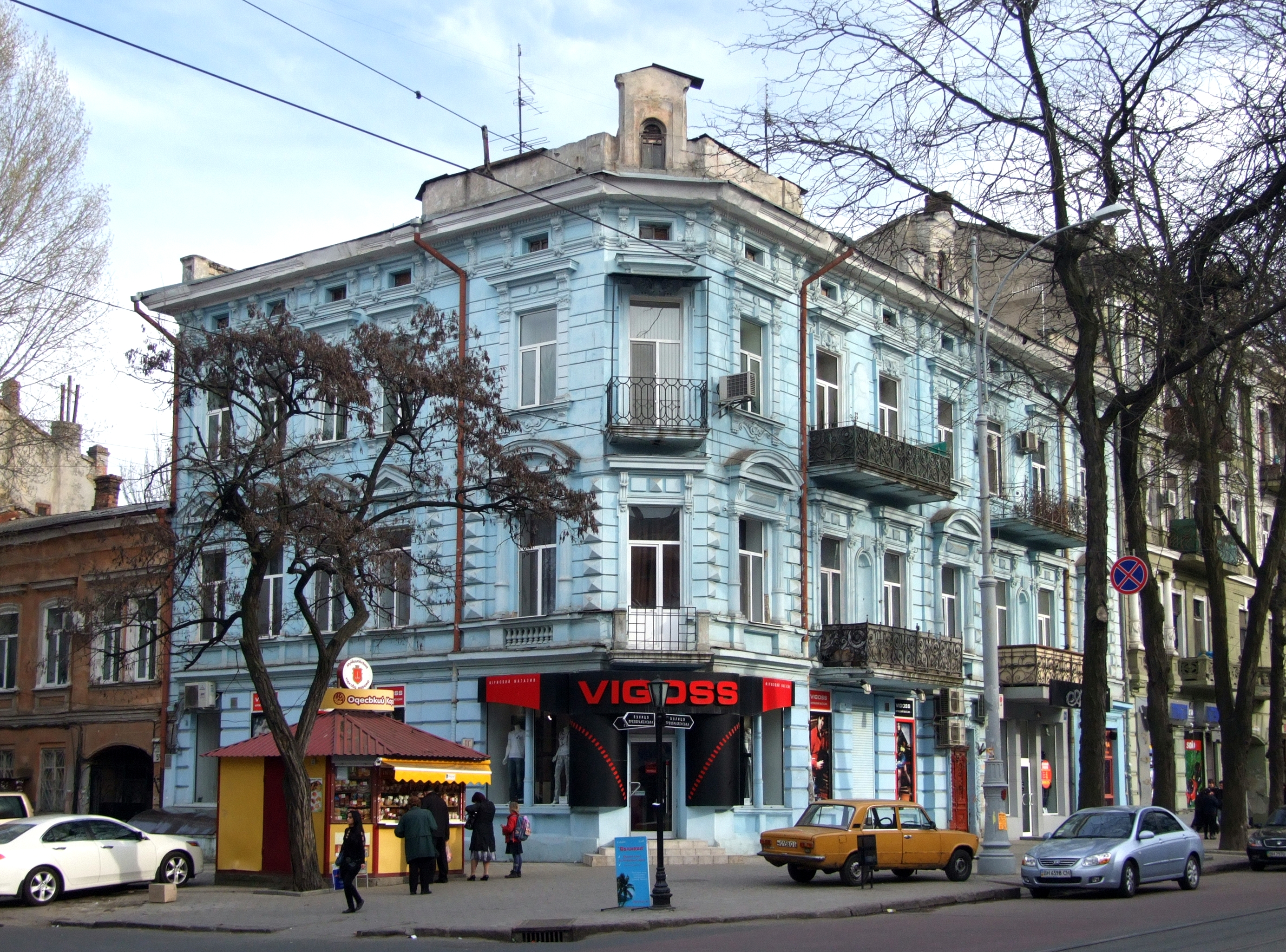
Будинок прибутковий Лєтніка
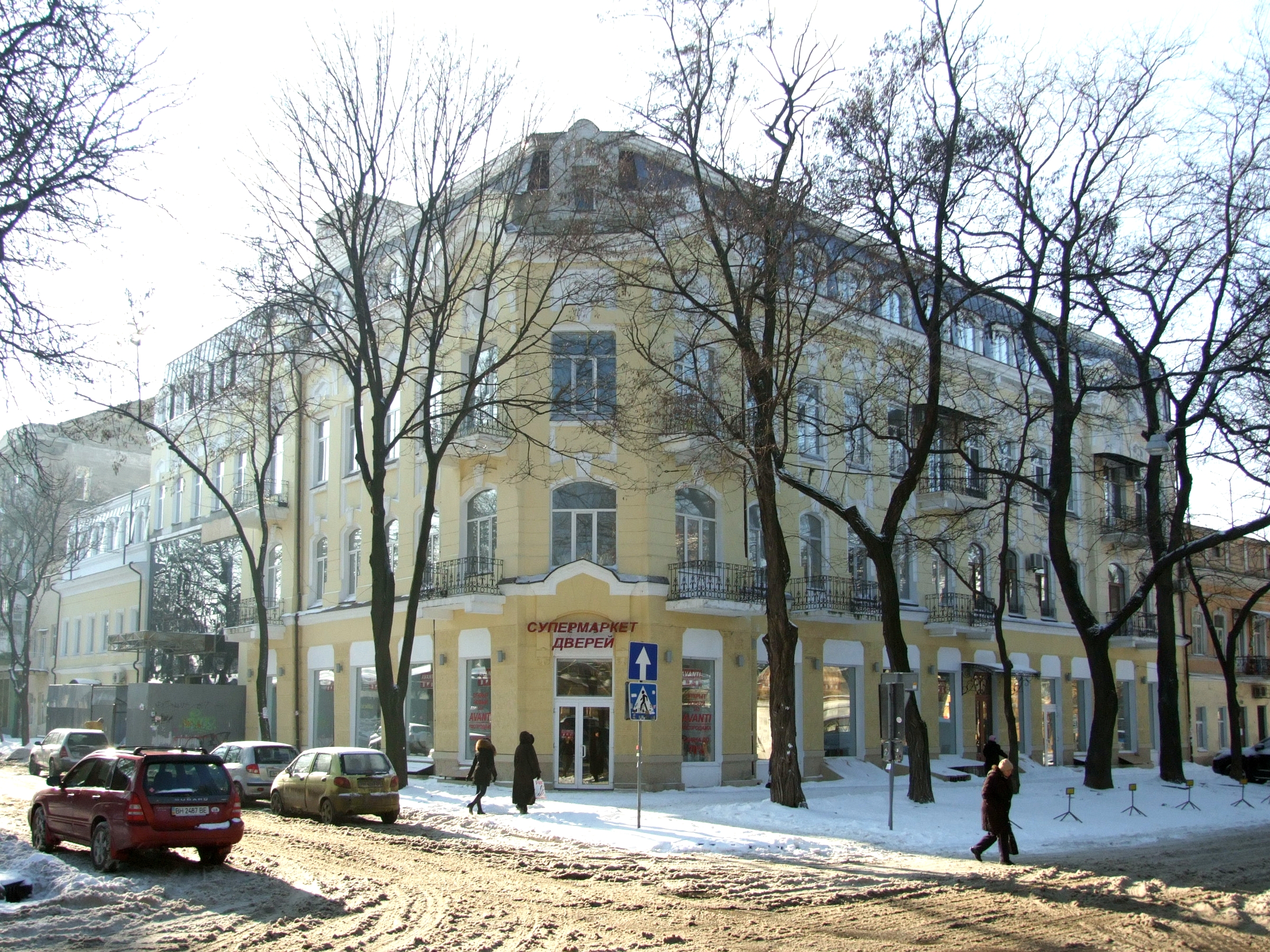
Будинок прибутковий Бомзе